# Rashwan Fathy Mohamed
Rashwan Fathy Mohamed egyiptomi filozófus.

## Életrajza
Nemes földbirtokos családból származik, a 13. századig vezethető vissza a család nemesi rangja. 1249-ben IX.Lajos francia király vezetésével hadjárat indult Egyiptom ellen, és elfoglalta az egyiptomi Damietta városát, a jelentős kikötőt, ahonnan származik a Rashwan Fathy család. A hadjárat során (1249-1250) számtalan francia tiszt vett egyiptomi nőt feleségül, és innen származik a család európai vére. 1261-ben kapta a család a nemesi rangot és a földbirtokot, amelyeket hétszáz év birtoklása után, a Nasszer katonai puccsát (1952) követő földreform során elvettek a családtól.
Dr. Rashwan humanista beállítottsága miatt helyeselte a birtok elkobzását és a parasztok között való szétosztását. Ez tartós konfliktust eredményezett a család többi tagjával, különösen nagyapjával, Rashwan Fathy Al Halawanival.
A Kairó egyetem filozófia tanszékén végzett.
Kairóban szerezte első doktori fokozatát az „Arab Research and Studies” Intézetben nyelvészeti témában.
Második doktori fokozatát Magyarországon, az Eötvös Lóránd Tudományegyetemen védte meg irodalom-pszichológiai témakörben. 
Pályafutását szépirodalmi munkássággal kezdte. Három verseskötete jelent meg hazájában. 
Politikai- és vallásfilozófiai nézetei közismertté váltak, miután cikkei jelentek meg ebben a témakörben. A diktatórikus rendszer és a vallás képviselői hamarosan támadni és üldözni kezdték. A fenyegetések hatására kénytelen volt többször elmenekülni hazájából: először Libanonba, majd Londonba. A kilencvenes évek végén világosan kirajzolódtak a markáns vonalak vallásellenes kritikájában. 
Magyarországon folytatta éles kritikáját az iszlám vallással szemben. Először a Népszabadságban 1997. december 1-jén megjelent cikkében világít rá arra az állítására, hogy az iszlám maga a terrorizmus.(A muzulmán fundamentalizmus járványa, 12.o.). Ebben a cikkben cáfolja azt az orientalisták között elterjedt nézetet, hogy a fanatizmus és az iszlám kettéválasztható. Dr Rashwan ugyanis azt állítja, hogy a terrorizmushoz vezető fanatizmus megtalálható az iszlám alapelveiben, hiszen a dzsihád (szent háború) alapfogalom az iszlámban, és ennek köszönhető a terjeszkedése. Ezt az állítást alátámasztja híres tétele, miszerint az iszlám nem ismeri a misszionárius fogalmát, hanem a kardnak és erőszaknak köszönheti terjedését. A hódítás és a kényszer bele van gyökerezve a muzulmán mentalitásba. Maga Mohamed próféta hadvezér volt. Csupán tíz év alatt nyolcvanhárom csatában vett részt.   
A neves filozófus az iszlám elleni kritikáját a Magyar Naplóban folytatta 1998-ban (A muzulmán vallás – fogalmak és törekvések, 48-50.o.), majd a Hetek című hetilapban cikkek sorozatát jelentette meg 1999-től 2005-ig ívelődően. Érdekes módon nem ezekért az éles és kritikus hangú cikkekért támadták és jelentették fel, hanem a Magyar Demokrata hetilapban megjelent egyik írása miatt. Ennek a lapnak a 2002. november 21-i számában jelent meg "Miért van kudarcra ítélve a terrorizmus elleni harc" című cikke (36-37.o.). Ebben részletesen kifejti híres tételeit, mint "minden muzulmán potenciális terrorista", vagy "a mecsetek a terrorizmus kiképzőtáborai", és elmagyarázza, hogy ezek az állítások miért nem tekinthetőek általánosításnak és az előítéletnek, hanem, ahogy több ízben kifejtette, az iszlám alapelvei és fogalmai arra motiválnak, hogy az átlag muzulmánban kialakuljon az erőszak és a fundamentalizmus hajlama. Hozzáteszi közismert mondatát, miszerint Mohamed próféta az első számú terrorista volt. Ezeket a tételeket és kijelentéseket a muzulmánok sértőnek és felháborítónak tartották, különösen azért, mert a filozófus muzulmán származású, bár maga dr. Rashwan több ízben kinyilvánította ateista mivoltát. A cikkben szereplő állítások miatt a Magyar Iszlám Közösség vezetője feljelentette. A magyar kormány és a közvélemény megosztottá vált az ügy tárgyalása során, és az ügyészség az eljárás megszüntetésére kényszerült, miután Fodor Gábor egykori oktatási miniszter, az SZDSZ elnöke, Medgyessy Péter miniszterelnök jelenlétében interpellációt intézett a parlamentben a legfőbb ügyész felé, 2003. december 8-án. A legfőbb ügyész, Polt Péter, személyesen kért bocsánatot a filozófustól, és megígérte, hogy írásban is kifejezi ezt, ami – dr. Rashwan állítása szerint – a mai napig nem történt meg.  

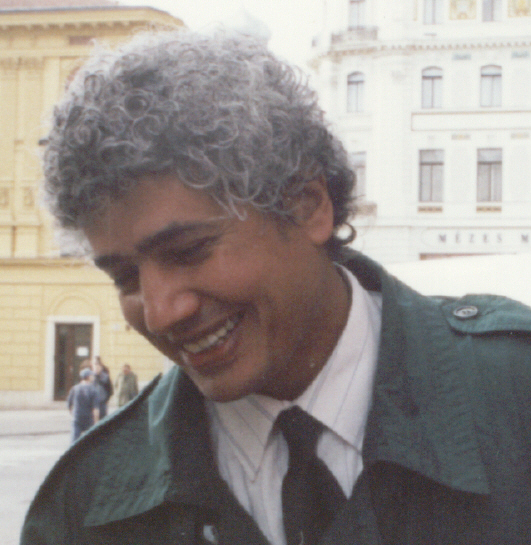

Magyarul számtalan nyomtatott orgánumban jelentek meg további cikkei (Népszabadság, Hitel, Magyar Hírlap, Kapu, Magyar Napló, Kritika, Hetek, Magyar Demokrata, stb.)
2002-ben megjelent "Nagib Mahfuz és a süllyedő világ" című könyve.
Fórumhiány miatt kénytelen volt visszavonulni egy vidéki városba, és korlátozni tevékenységét, de hívei és támogatói hatására folytatja felvilágosító küzdelmét annak érdekében, hogy leleplezze az iszlám veszélyeit és megakadályozza európai terjedését.
Jelenleg ideiglenesen Magyarországon tartózkodik, de ahogy többször kijelentette, mihelyt az egyiptomi politikai helyzet lehetővé teszi, szándékában áll véglegesen visszatérni Kairóba, és folytatni küzdelmét az iszlám ellen, mivel szerinte Magyarországon autokratikus rendszer kezdett kialakulni, és a demokratikus mozgástér szűkülni. Állítása szerint a keresztény kultúra és értékek melletti bátor állásfoglalása nem kapott támogatást sem a hivatali szervektől, sem a közvéleménytől.
Az iszlám és a terrorizmus kapcsolatáról szóló előadásai hasonlóan nagy vihart kavartak hasonlóan, mint az általa publikált cikkek.   

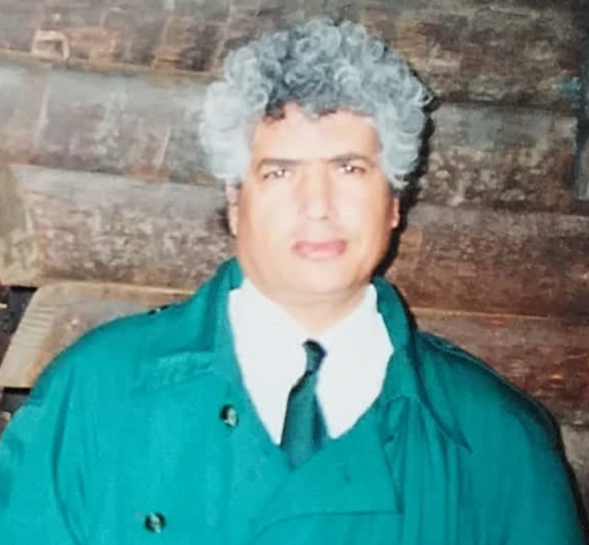

## Interneten elérhető cikkei, előadásai
Cikkek

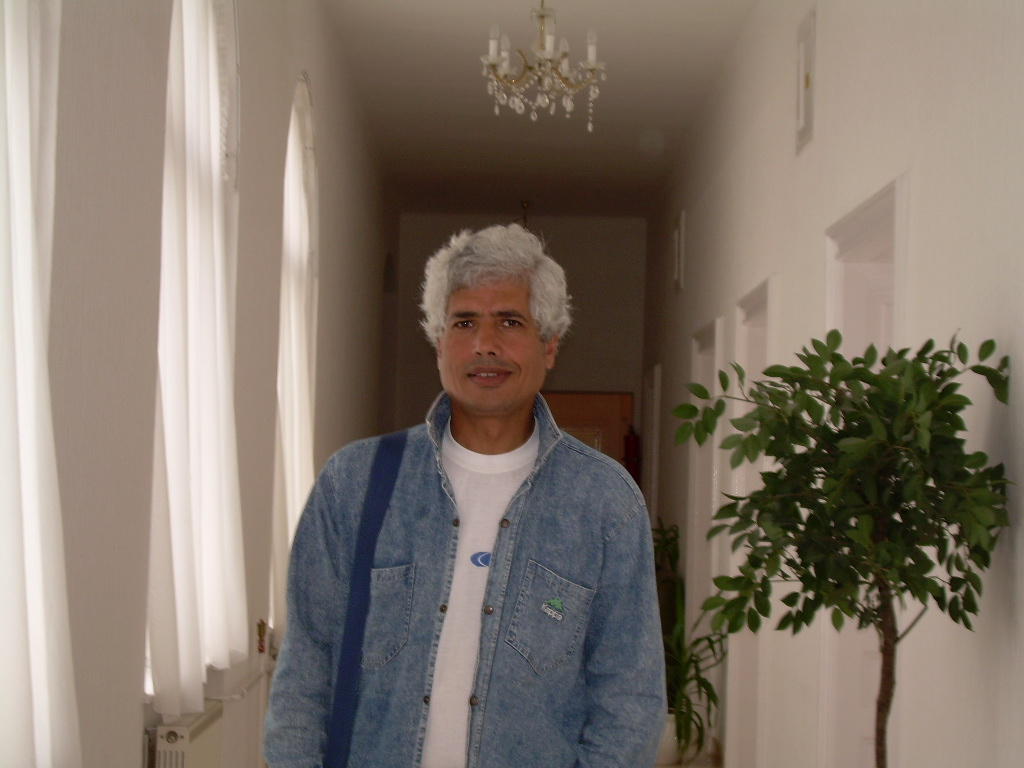

- http://www.hetek.hu/velemeny/199905/az_iszlam_pillerei
- http://www.hetek.hu/velemeny/200103/hogyan_allitsuk_meg_a_fekete_jarvanyt
- http://www.hetek.hu/velemeny/200104/rekviem_salhevet_passert
- http://www.hetek.hu/velemeny/200104/hamasz_a_terrorizmus_igazi_arca
- http://www.hetek.hu/velemeny/200103/fanatizmus_vagy_iszlam_fanatizmus
- Mohamed: próféta vagy bűnöző?, Hetek,2003.09.: https://epa.oszk.hu/00800/00804/00291/44088.html
- http://www.hetek.hu/velemeny/200507/europa_ujra_becsapja_magat
- http://www.hetek.hu/velemeny/200507/miert_gyilkolnak_muzulmanokat

Előadások

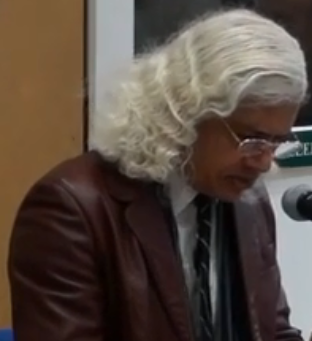

- Ellentétek az iszlám és a kereszténység között: https://www.youtube.com/watch?v=mT2uaJMwYwA&t=568s
- Az iszlám és a szent gyűlölet: https://www.youtube.com/watch?v=tBreFzaHv6Q&t=700s
- Az iszlám fogalmai és törekvései: https://www.youtube.com/watch?v=wxXqfP1sp6o&t=234s
- Az iszlám hódításai és az emigrációs válság: https://www.youtube.com/watch?v=7wRsgmyo4ng&t=44s
- Mohamed... próféta vagy bűnöző?!: https://www.youtube.com/watch?v=CJkmg2fRP48&t=191s;
- https://www.youtube.com/watch?v=o-0IXzxRQ78&t=142s
- Vita az iszlámról: https://www.youtube.com/watch?v=O2rARa_JspE&t=157s
- Beszélgetések az Etikai kódex című műsorban: 
  - https://www.youtube.com/watch?v=v0hcWgG5KOo
  - https://www.youtube.com/watch?v=Ya7BDG09qDs
  - https://www.youtube.com/watch?v=QNg1PKauUz4

Cikkek róla
- Vele készült interjú, Új Dunántúli Napló, 2003.09.18.: https://library.hungaricana.hu/hu/view/DunantuliNaplo_2003_09/?pg=286&layout=s&query=rashwan
- http://www.hetek.hu/belfold/200312/szolasszabadsag_torveny_vedi
- Fodor Gábor interpellációja: https://www.youtube.com/watch?v=IRHrT2p3KUY

Adatbázisban elérhető cikkei, illetve cikkek róla
- https://adtplus.arcanum.hu/hu/search/results/?list=eyJxdWVyeSI6ICJyYXNod2FuIG1vaGFtZWQifQ